# Kolej górnicza

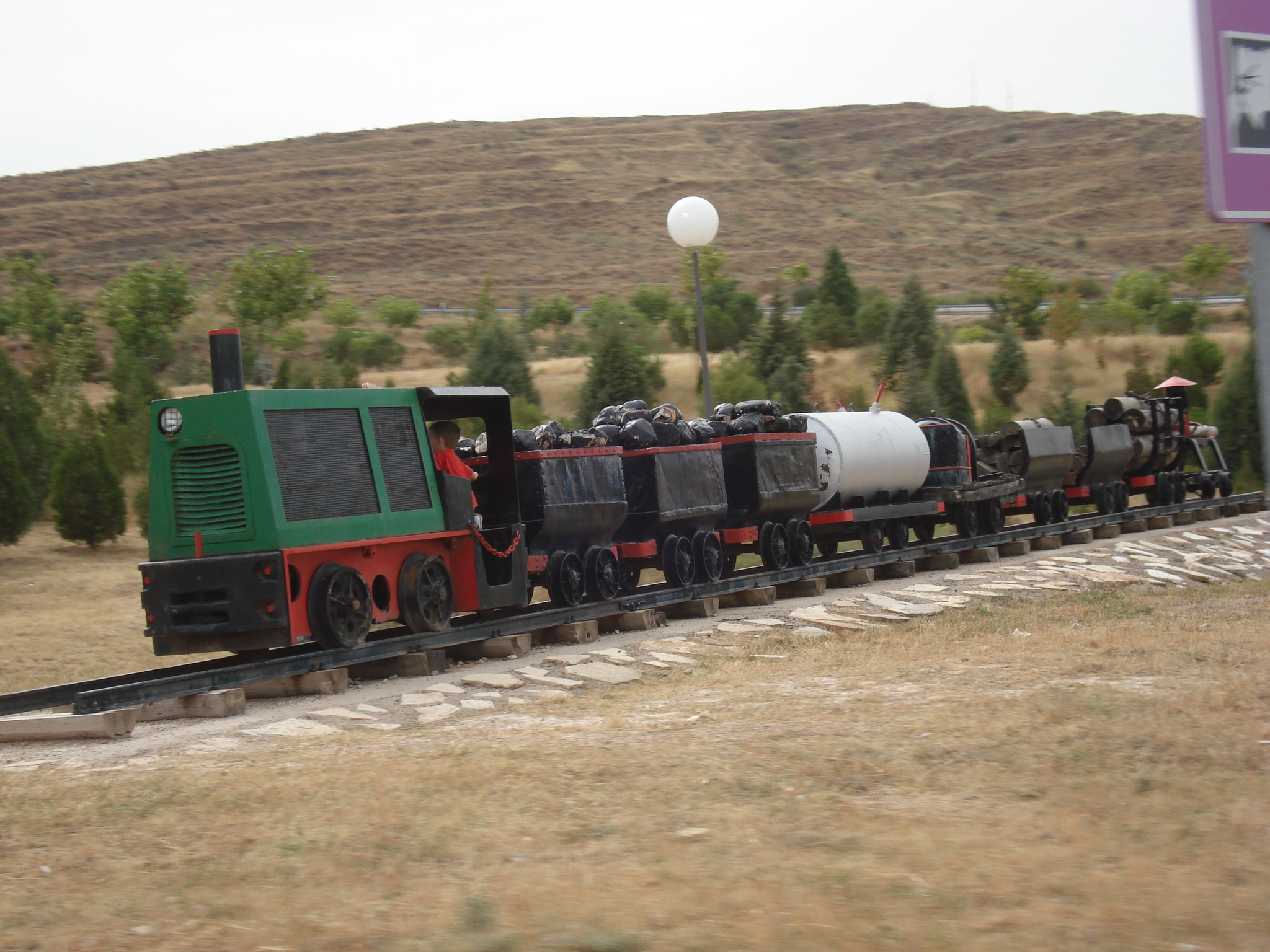
Kolej górnicza w Museu de Les Mines d’ Eschucha w Hiszpanii

Kolej górnicza – kolej użytku niepublicznego stanowiąca urządzenia zakładów górniczych.